# Nemčice
Nemčice és un poble i municipi d'Eslovàquia que es troba a la regió de Nitra, al sud-oest del país. El 2011 tenia 977 habitants.

## Història
La primera menció escrita de la vila es remunta al 1156.

## Demografia
| Godina             | 1994 | 2004 | 2014   | 2024   |
| ------------------ | ---- | ---- | ------ | ------ |
| Nombre de persones | 0    | 938  | 980    | 942    |
| Diferència         |      | –    | +4,47% | −3,87% |

| Godina             | 2023 | 2024   |
| ------------------ | ---- | ------ |
| Nombre de persones | 943  | 942    |
| Diferència         |      | −0,10% |